# (3476) Dongguan
(3476) Dongguan ist ein Asteroid des Hauptgürtels, der am 28. Oktober 1978 am Purple-Mountain-Observatorium in Nanjing entdeckt wurde.
Er wurde 1997 nach der chinesischen Stadt Dongguan benannt.